# Le Loroux-Bottereau
Le Loroux-Bottereau é uma comuna francesa na região administrativa da Pays de la Loire, no departamento de Loire-Atlantique. Estende-se por uma área de 45,31 km². Em 2010 a comuna tinha 8 461 habitantes (densidade: 186,7 hab./km²).